# Josef Šorm
Josef Šorm, född 2 mars 1932 i Dvůr Králové nad Labem, död 11 maj 2022, var en tjeckoslovakisk volleybollspelare.
Šorm blev olympisk silvermedaljör i volleyboll vid sommarspelen 1964 i Tokyo.